# Michał Żyro
Michał Żyro (Varsavia, 20 settembre 1992) è un ex calciatore polacco, di ruolo centrocampista o ala.

## Palmarès

### Club

#### Competizioni nazionali
- Coppa di Polonia: 6

Legia Varsavia: 2010-2011, 2011-2012, 2012-2013, 2014-2015, 2015-2016
Wisła Cracovia: 2023-2024
- Campionato polacco: 3

Legia Varsavia: 2012-2013, 2013-2014, 2015-2016